# كونزية خشنة الأوبار
كونزية خشنة الأوبار (الاسم العلمي:Kunzea strigosa) هي نوع من النباتات تتبع جنس الكونزية من فصيلة الآسية.